# ويليام هنري جيل
ويليام هنري جيل (بالإنجليزية: William Henry Gill)‏ هو عالم إنسان أسترالي، ولد في 1861، وتوفي في 1944.